# Hoa ngàn sao
Hoa ngàn sao, tên khoa học Alyssum, là một chi thực vật có hoa trong họ Cải. Chi này có khoảng 100-170 loài, có nguồn gốc từ Bắc Mỹ, trồng phổ biến nhiều nhất ở Đông châu Âu và miền Tây Trung Quốc. Gồm cây thân thảo hàng năm, cây lâu năm hoặc cây bụi nhỏ, cây phát triển cao 10–100 cm, lá thon dài hình bầu dục, hoa màu vàng hoặc màu trắng (vài loại màu hồng tím).
Được mệnh danh là "loài hoa ngọt ngào" của côn trùng, thu hút ong bướm.
Hoa ngàn sao là loại hoa đẹp trồng cắt cành dùng làm trang trí và làm nền cho các loài hoa khác. Cành hoa gồm nhiều bông nhỏ li ti màu trắng, nhìn xa giống những ngôi sao nhỏ nên được gọi là Hoa ngàn sao.
Ở Việt Nam, hoa ngàn sao được trồng phát triển mạnh ở Đà Lạt và có năng suất cao.
Hoa ngàn sao có thể nhân giống bằng hạt hoặc giâm cành. Tuy nhiên, tỷ lệ nảy mầm kém, cây phát triển không đồng nhất và đặc biệt là tỷ lệ nhiễm bệnh héo rũ, chết tươi được truyền từ cây mẹ sang cây con là rất cao.

## Một số loài điển hình

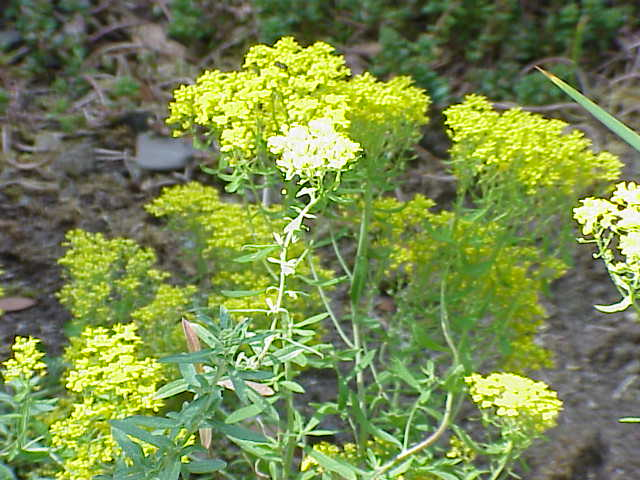
Alyssum murale

| - Alyssum alpestre - Alyssum alyssoides - Alyssum arenarium - Alyssum argenteum - Alyssum artvinense - Alyssum atlanticum - Alyssum baeticum - Alyssum bertolonii - Alyssum borzaeanum - Alyssum cadevallianum - Alyssum caliacrae - Alyssum calycocarpum - Alyssum campostre - Alyssum canescens - Alyssum corsicum - Alyssum corymbosoides - Alyssum cuneifolium - Alyssum dagestanicum - Alyssum dasycarpum - Alyssum densistellatum - Alyssum desertorum - Alyssum diffusum - Alyssum doerfleri - Alyssum euboeum - Alyssum fallacinum - Alyssum fastigiatum - Alyssum fedtschenkoanum - Alyssum fischeranum - Alyssum foliosum - Alyssum fragillimum - Alyssum fulvescens - Alyssum granatense | - Alyssum gustavssonii - Alyssum handelii - Alyssum heldreichii - Alyssum heterotrichum - Alyssum hirsutum - Alyssum homalocarpum - Alyssum idaeum - Alyssum lanceolatum - Alyssum lapeyrousianum - Alyssum lassiticum - Alyssum lenense - Alyssum ligusticum - Alyssum linifolium - Alyssum longicaule - Alyssum longistylum - Alyssum macrocarpum - Alyssum marginatum - Alyssum markgrafii - Alyssum minus - Alyssum minutum - Alyssum moellendorfianum - Alyssum montanum - Alyssum murale - Alyssum nebrodense - Alyssum nevadense - Alyssum obovatum - Alyssum obtusifolium - Alyssum ovirense | - Alyssum pulvinare - Alyssum purpureum - Alyssum pyrenaicum - Alyssum repens - Alyssum reverchonii - Alyssum robertianum - Alyssum rostratum - Alyssum scardicum - Alyssum serpyllifolium - Alyssum sibiricum - Alyssum siculum - Alyssum simplex - Alyssum smolikanum - Alyssum smyrnaeum - Alyssum sphacioticum - Alyssum spinosum - Alyssum stapfii - Alyssum stribrnyi - Alyssum szowitsianum - Alyssum tavolarae - Alyssum taygeteum - Alyssum tenium - Alyssum tenuifolium - Alyssum tortuosum - Alyssum troodi - Alyssum turkestanicum - Alyssum umbellatum - Alyssum wierzbickii - Alyssum wulfenianum |

## Các loài trước đây
- Alyssum maritimum, nay là Lobularia maritima
- Alyssum saxatile, nay là Aurinia saxatilis